# Promos Electronic GmbH
Promos Electronic GmbH — німецька виробнича програма: іскробезпечні системи автоматизації «Promos» з інтеґрованими пристроями симплексного телефонного зв'язку, пристроями зупинки та блокування, комунікаційна техніка, системи Leaky Feeder Radio, телекамерні системи, сенсорні датчики, виконавчі механізми, нагляд за вентиляцією, обладнання, вилочні з'єднувачі, вибухобезпечні комутаційні прилади і трансформатори для високої і низької напруги, трансформатори до 2,7 MBA, вибійні і штрекові світильники у герметичному виконанні, інжиніринг, поставка і пуск комплектних установок.
Розміщується у Північному Рейні — Вестфалії, Німеччина.